# إف سي زفيزدا بيرم
إف سي زفيزدا بيرم (الروسية: ФК "Звезда" Пермь) هو فريق كرة قدم روسي من بيرم، تأسس عام 1932 وتم حله في عام 2022.

## تاريخ
لعب الفريق بشكل احترافي من عام 1945 إلى عام 1949 ومن عام 1953 إلى عام 1995، وتم تأسسيه لأول مرة في عام 1932.
لعب الفريق على ثاني أعلى درجة ( في الدوري السوفياتي والدرجة الأولى الروسية ) في (1945-1949، 1953-1962، 1966-1969، 1972-1977، 1979، 1988 و 1992- 1994 )، وكانت أفضل نتيجة هي المركز الثاني في عام 1960 والمركز الثالث أعوام 1947 و 1958 و 1992. كان يسمى الفريق بكريليا سوفيتوف مولوتوف حتى عام 1957، وكان يطلق على مدينة بيرم اسم مولوتوف خلال هذه الفترة.
بعد ان تم حل الفريق في عام 1997، مثل مدينة بيرم كرويا بشكل احترافي من قبل فريق أف سي أمكار بيرم .
أعادت حكومة بيرم أوبلاست تأسيس الفريق في يونيو 2018 ومنذ موسم 2018-19، كان النادي يشارك في دوري كرة القدم للمحترفين الروسي من الدرجة الثالثة. ولكن لم يتم ترخيص النادي لموسم 2022–23. 